# Пукане на стави
Пукането на стави представлява механично освобождаване на напрежението в ставите, при което ставните повърхности се наместват, а сухожилията се обтягат. Това е нормална механична реакция съпроводена с отчетлив звук от пукане.
Умишлено, най-често се пукат фалангите на пръстите на ръката, явление по-известно като пукане на пръсти или пукане на кокалчета, но същото е възможно да се наблюдава и в много други стави, като тези на шийните прешлени, ханша, китките, лактите, рамената, стъпалата, колената и челюстите.
Понякога това се извършва от физиотерапевти, хиропрактици, остеопати и масажисти в турски бани.
Дълго време се смяташе, че пукането на ставите, особено на кокалчетата на пръстите, води до артрит и други ставни проблеми. Това обаче не се подкрепя от медицински изследвания.
Веднъж като се изпука една става е необходимо да се изчака около 15 минути, преди да е възможно повторно изпукване.